# Cebupithecia
Cebupithecia es un género extinto de primate platirrino que habitó en América del Sur. Sus fósiles se hallaron en el sitio fosilífero La Venta del Mioceno Medio en Colombia.

## Morfología
El espécimen tipo es uno de los fósiles más completos de entre los monos del Nuevo Mundo compuesto por fragmentos mandibulares y casi la totalidad del postcráneo. Este animal tenía un peso estimado de 2,2 kilogramos, siendo un poco más pequeño que los pitécidos actuales, teniendo además los miembros anteriores más cortos con una relación húmero + radio/tronco de 65, mientras en que en las especies modernas oscila entre 70 y 96. El fémur distal es angosto y aplanado diferenciándose también en este aspecto de los pitécidos, siendo más similar a los géneros Aotus y Callicebus. La cola era relativamente larga y no prensil, compartiendo la misma morfología y dimensiones con la especie viviente Pithecia monachus. En general poseía el tamaño corporal y la morfología dental de los pitécidos actuales, pero conservaba algunos rasgos postcraneales que se esperarían encontrar en sus ancestros. La morfología del húmero distal y los miembros posteriores es compatible con posturas de agarre vertical y saltos frecuentes. La estructura dental y mandibular hace pensar que aparte de una dieta frugívora, también se alimentaba de semillas.
Se cree que compartía el hábitat con el género Neosaimiri de la misma forma que lo hacen los actuales Pithecia y Saimiri.